# Dictyochophyceae
Dictyochophyceae o axodines es una clase de algas unicelulares que se encuadra en el filo Ochrophyta del reino Protista. Se caracterizan por ser esféricos (algunos están fijos al sustrato por un pedúnculo) y disponer de tentáculos o axopodios soportados por tríadas de microtúbulos que parten de la superficie del núcleo celular y que irradian alrededor de la célula. Otra característica distintiva es la presencia de un único flagelo soportado por un eje interno que se extiende en forma de ala y cuya raíz carece de la estructura encontrada en otros grupos con los que están relacionados. Viven tanto en aguas continentales como marinas y en el suelo. Algunos tienen cloroplastos y son fotosintéticos, mientras que otros son heterótrofos o mixotrofos, alimentándose de pequeños protistas. Se conocen unas 15 especies en este grupo.

## Grupos
Dictyochophyceae comprende los siguientes órdenes:
- Dictyochales (= Silicoflagellata). Es el grupo más notable, pues son fotosintéticos y forman parte del fitoplancton marino. Sus miembros forman esqueletos silíceos y son bien conocidos como fósiles.

- Pedinellales. Se encuentran en agua dulce o marina y la mayoría de los géneros son sésiles, fijándose al sustrato por unos tallos posteriores. Incluye tanto géneros con cloroplastos como otros que los han perdido y su alimentación se realiza enteramente por fagocitosis. Los géneros coloreados son Pedinella, Apedinella, Pseudopedinella y Mesopedinella, mientras que los que carecen de ellos son Palatinella, Actinomonas, Pteridomonas y Ciliophrys. El flagelo está situado en parte anterior de la célula rodeado por los tentáculos, que a menudo son utilizados para capturar a pequeñas presas que son atraídas por la corriente que generan.

- Rhizochromulinales. Por último, el ameboide marino Rhizochromulina se incluye en esta clase sobre la base de la estructura de sus zoosporas.

Los pedineleales coloreados originalmente fueron originalmente una familia de algas doradas, su relación con los silicoflagelados llegó a ser evidente un poco más tarde y Patterson los agrupó, mientras que Cavalier-Smith definió la clase Actinochrysophyceae para incluir a todos ellos. Anteriormente Actinophryida se incluía aquí, pero ahora constituye un grupo independiente.